# Hun uralkodók listája
Az európai hunok és a hsziungnuk azonossága máig vita tárgya a szakirodalomban, ezért az európai hunokat megelőző, sokszor hunnak nevezett uralkodókat lásd a hsziungnu uralkodók listája cikkben.
| 378 k.  | Balambér        |
| 400–412 | Uldin           |
| 412–422 | Kharaton        |
| 422–432 | Oktár és Rugila |
| 432–434 | Rugila          |
| 434–445 | Bleda és Attila |
| 434–453 | Attila          |
| 453–454 | Ellák           |
| 455–469 | Dengitzik       |
| 469–503 | Ernák           |